# Smolné Pece
Smolné Pece (en allemand : Pechöfen) est une commune du district et de la région de Karlovy Vary, en République tchèque. Sa population s'élevait à 217 habitants en 2020.

## Géographie
Smolné Pece se trouve à 11 km au nord-ouest de Karlovy Vary et à 122 km à l'ouest-nord-ouest de Prague.
La commune est limitée par Nejdek au nord-ouest, au nord et au nord-est, par Děpoltovice au sud-est, par Nová Role au sud et à l'ouest.

## Histoire
La première mention écrite de la localité date de 1847 sous le nom allemand de Pechöfen.